# Musepack
A Musepack (MPC) egy nagy hatékonyságú és jó minőségű hangtömörítési algoritmus.

## Történeti áttekintés
Az MPEG-1 Layer-2 / MP2 eljárásra épül, így ahhoz hasonlóan ez is veszteséges tömörítési eljárást használ, de a készítői szerint az elmúlt évek fejlesztésének köszönhetően jobb a minősége, valamint az MP2-vel szemben nagy előnye, hogy nem szabadalmaztatták. (Nem jogdíjköteles.)

## Elterjedtsége
A többi audióformátumhoz képest relatíve alacsony elterjedtséggel rendelkezik, köszönhetően az alacsony támogatottságának. Az utóbbi időkben azonban egyre gyakoribb a használata.

## Minősége
Az MP2 algoritmus gyengeségeinek javítása miatt annál jobb a tömörítési hatékonysága és a minősége is. (Az MP3-hoz hasonló minőségű.) Az MP3 és a FLAC mellett az egyik leggyorsabban dekódolható formátum. Ennek köszönhetően alacsony az erőforrásigénye.

## Bitráta
A Musepack alapvetően változó bitrátájú tömörítés eljárás. Állandó bitrátájú tömörítésre nincs lehetőség.

## Tömörítése
Az alkotók honlapjáról letölthető ingyenes kodekek és tömörítő alkalmazások segítségével több különböző operációs rendszeren is használható hangtömörítésre. Az alkalmazások elsősorban szöveges/parancssoros módban működnek, de a kodekek segítségével grafikus alkalmazások segítségével is használható. (Winamp, XMMS)

## Támogatott rendszerek
- GNU/Linux
- Mac OS X
- Microsoft Windows